# Kovaçisht
Kovaçisht – wieś położona w południowo-wschodniej części Albanii w gminie Qendër Leskovik. Wieś znajduje się 134 kilometrów od stolicy państwa, Tirany.